# Askov (Minnesota)
Askov é uma cidade localizada no estado americano de Minnesota, no Condado de Pine.

## Demografia
Censo2010
Segundo o censo americano de 2010, a sua população era de 364 habitantes.
Censo 2000
Segundo o censo americano de 2000, a sua população era de 368 habitantes. 
Em 2006, foi estimada uma população de 364, um decréscimo de 4 (-1.1%).

## Geografia
De acordo com o United States Census Bureau tem uma área de 
3,3 km², dos quais 3,3 km² cobertos por terra e 0,0 km² cobertos por água.

## Localidades na vizinhança
O diagrama seguinte representa as localidades num raio de 16 km ao redor de Askov. 